# Ансары
Анса́ры (араб. أنصار‎ —  помощники [Пророка]‎) — коренные жители Медины из племён Аус и Хазрадж, которые приняли ислам и стали сподвижниками пророка Мухаммеда.
В 622 году во время переселения мекканских мусульман ансары дали им убежище в своих домах.

## История

### Присяга при Акабе
Некогда враждовавшие мединские племена ауситов и хазраджитов в 622 году присягнули на верность Пророку, признали его своим верховным вождем и вероучителем, и поклялись защищать его и принять всех мекканских мусульман, оказав им материальную поддержку. В начале 623 года взаимоотношения ансаров и мухаджиров были уточнены ещё одним договором, сохранявшим прежние обязательства. Эти события, описанные в Коране, известны в исламской истории как первая и вторая присяга при Акабе".

### Войны
Ансары и мухаджиры составляли мусульманскую общину Медины и способствовали возникновению мусульманской государственности в Медине. После переселения мусульман в Медину началась война с мекканскими язычниками. Ансары не участвовали в первых походах пророка Мухаммеда на мекканцев и их союзников. Начиная с битвы при Бадре, ансары стали основной частью мусульманского войска. При распределении Мухаммадом военной добычи (ганима) они были вторыми после мухаджиров. Благодаря им мусульманское государство, возглавляемое пророком Мухаммадом, крепло с каждым днем. После победы над язычниками и взятия Мекки, Пророк отказался остаться в своем родном городе и вернулся в Медину.

### Халифат
После смерти пророка Мухаммада ансары, обеспокоенные дальнейшей судьбой мусульманского государства, срочно созвали собрание и выбрали халифом Сада ибн Убаду. Соперничество между ауситами и хазраджитами не позволило им выступить единым фронтом. В процессе дебатов, ансары поменяли своё решение и, согласившись с доводами мухаджиров, выбрали халифом Абу Бакра. В дальнейшем они не заявляли таких претензий.
Ансары играли видную роль в общественно-политической жизни Халифата. Они приняли активное участие в войнах против вероотступников, Византии и Персии. Установленные халифом Умаром высокие жалованья для ансаров, превратили многих из них в крупных землевладельцев. Значительная часть ансаров во время Арабских завоеваний расселилась по всему Халифату. В крупных арабских поселениях вблизи резиденции наместника ансары образовывали отдельные кварталы.
Мединские ансары держались сплоченно и считали себя истинными хранителями веры. Они нередко были в оппозиции к Омейядам. В 683 году они выступили в последнее крупное восстание, при подавлении которого было убито не менее 270 из их числа.

## Исламские науки
Они были передатчиками многих хадисов пророка Мухаммада и были известны как хранители исламской традиции. Ансары положили начало исламской науке и методологии. Об их достоинствах и исключительной роли в исламской истории повествуется во многих сборниках хадисов, в главах под названием «Манакиб аль-ансар» и «Фадаил ас-сахаба».

## Список ансаров
Хазраджиты
1. Аббад ибн Бишр[6][7]
2. Абдуллах ибн Зейд[8]
3. Абдуллах ибн Убайй[9]
4. Амр ибн аль-Джамух[10]
5. Анас ибн Малик[11]
6. Асад ибн Зурара[12]
7. Абдуллах ибн Раваха[13]
8. Абу Айюб аль-Ансари[14]
9. Абу Дуджана[15]
10. Абу ад-Дарда[16]
11. Абу Саид аль-Худри[17]
12. Аль-Бара ибн Малик аль-Ансари[18]
13. Башир ибн Сад
14. Джабир ибн Абдуллах[19]
15. Зейд ибн Аркам[20]
16. Зейд ибн Сабит[21]
17. Сад ибн ар-Раби[22]
18. Сад ибн Убада[23]
19. Убайй ибн Каб[24]
20. Хабиб ибн Зейд аль-Ансари[25]
21. Хассан ибн Сабит[26]
Ауситы
22. Абуль-Хасама ибн Тихан
23. Аль-Бара ибн Азиб[27]
24. Муаз ибн Джабаль
25. Мухаммад ибн Маслама
26. Сад ибн Муаз
27. Сахль ибн Хунаиф
28. Усайд ибн Худайр[28]
29. Усман ибн Хунаиф
30. Хубайб ибн Адий
31. Хузайма ибн Сабит
Остальные
32. Абдуллах ибн Салам[29]
33. Абу Масуд аль-Ансари
34. Абу Талха аль-Ансари[30]
35. Асим ибн Сабит
36. Укба ибн Амир аль-Джухани[31]
37. Хузайфа ибн аль-Яман[32]